# Cenaclul H. G. Wells
Cenaclul H. G. Wells este un club science-fiction din Timișoara. Este denumit după scriitorul englez H. G. Wells. A fost fondat la 9 noiembrie 1969, de către Centrul (Casa) de Cultură al Studenților din Timișoara. Din 2012, organizarea sa a fost preluată de Asociația Wells din Timișoara.
Printre președinții cenaclului de-a lungul timpului se numără: Viorel Coifan, Doru Treța, Sandu Florea, Mihai-Corneliu Donici, Dorin Davideanu, Voicu David, György Györfi-Deák, Sorina Sopa, Cotizo Draia,  Cristian Koncz și Antuza Genescu.
Cenaclul publică, din noiembrie 1972, fanzinul Paradox.

## Legături externe
- http://www.hgwells.ro/ Site-ul oficial